# Somatisch

Kontinuum diagnostischer Kategorien bzw. Frage der Übergänge zwischen körperlichen und seelischen Erkrankungen

Somatik (von altgr. soma = dt. "Leib") bezeichnet allgemeinsprachlich "das, was sich auf den Körper bezieht; körperlich". Somatogen bedeutet demgegenüber „das, was sich vom Körper herleitet“, von ihm kommt oder aus ihm heraus – der wörtlichen Bedeutung der griechischstämmigen Silbe -gen entsprechend – entsteht und somit auch meist körperlich bedingt ist. Somatogenese ist daher der Gegenbegriff von Psychogenese.
Die Bezeichnung „somatisch“ wird vor allem in der medizinischen Fachsprache gebraucht, um körperliche oder organische von psychischen Krankheiten und sog. funktionellen Beschwerden abzugrenzen. Von somatoformen Störungen ist die Rede, wenn ärztlicherseits keine hinreichenden organischen Ursachen für die vom Patienten geklagten körperlichen Beschwerden oder Symptome gefunden werden und eine psychische Störung vermutet wird. Aus psychologischer und psychiatrischer Sicht kann eine Somatisierung vorliegen, die schon von Sigmund Freud als Abwehrmechanismus beschrieben wurde.

Da fast immer körperliche und psychische Faktoren zusammenwirken, wird von einem „Somatismus“ dann gesprochen, wenn bestimmte Krankheitslehren vornehmlich oder ausschließlich körperliche Gesichtspunkte berücksichtigen, siehe auch den Standpunkt der Somatiker. 
In der Neurologie bezeichnet der Ausdruck „Soma“ die skelettalen und muskulären Strukturen des Körpers, welche zumeist willkürlich innerviert sind. Im Gegensatz dazu steht der Ausdruck „Viszera“, welcher die nicht willkürlich innervierten Eingeweide bezeichnet. Auch das Nervensystem als solches kann als Organ somatisch (neurologisch) erkranken.
In der Psychiatrie bezeichnet Somatotherapie alle körperlichen Behandlungsverfahren im Gegensatz zur Psychotherapie. Diese somatischen Verfahren haben insgesamt einen minderen fachlichen Ruf.
Mit der Bezeichnung psychosomatisch werden in der westlichen Medizin weniger Krankheitserscheinungen charakterisiert, bei denen Wechselwirkungen zwischen seelischen und körperlichen Vorgängen angenommen werden, sondern eher Krankheitserscheinungen charakterisiert, bei denen der Einfluss seelischer Vorgänge auf die Entstehung und den Ablauf von körperlichen Erkrankungen untersucht wird. Eine psychosomatische Betrachtung von psychischen Erkrankungen – soweit sie nicht schon in den Bereich Organmedizin (z. B. psychische Erkrankungen ausgelöst durch internistische Leiden) fallen – hat bisher eher theoretische Bedeutung (z. B. die Fragen: Gibt es gehäuft somatische Leiden wie Magenulcus bei schwerer psychischer Krankheit? – Sind psychische Krankheiten nur die somatische Seite der Krankheiten des Gehirns?) → Endogene Psychose.
Die traditionelle chinesische Medizin betrachtet und behandelt Krankheiten somatopsychisch und ordnet seelischen Zuständen energetische Konfigurationen im Körper zu.
Auch die Physiotherapie will auf somatopsychischem Weg eine gesundheitliche und zuweilen insbesondere auch psychische Beeinflussung und Besserung erzielen. Die Naturheilkunde ist hier ähnlich zu verstehen. Psychopharmaka wirken ebenfalls somatisch.
Manche Vertreter der Komplementär- oder Alternativmedizin fassen den Begriff Soma weiter. Sie verstehen dann darunter die lebendige, von innen kommende Eigen- oder Selbstwahrnehmung, grenzen sie gegenüber dem physiologischen System „Körper“ mit seinen objektiv messbaren Eigenschaften ab und unterscheiden sie grundlegend von der äußeren Betrachtung dessen, was wir einen Körper nennen.
In der Biologie werden die Begriffe Soma, somatisches Gewebe und somatische Zellen benutzt, um Gewebe oder Zellen von den Keimzellen abzugrenzen. Alle Zellen, die nicht Keimzellen sind, sind der definitorischen Festlegung entsprechend somit somatische Zellen.